# Betoi
El betoi és un grup de llengües extintes que es parlaven a l'oest de Veneçuela i est de Colòmbia, a l'estat veneçolà d'Apure i els departaments  d'Arauca i Casanare (Colòmbia). Es creu que totes les llengües es van extingir durant el segle XVIII.

## Aspectes històrics, socials i culturals

### Història
En 1703, unes poques dècades després que arribessin primers missioners als Llanos del Orinoco, els indígenes betoi van ser portats de les seves terres tradicionals pel pare jesuïta Juan Ovino amb la finalitat de facilitar la seva conversió al cristianisme en assentar-los en la reducció de Tame, en les proximitats del riu del mateix nom en el nord-est de Colòmbia. En la reducció de Tame vivien ja els jirara cristianitzats. En un breu període la meitat dels Betoi forçats a viure en la reducció van morir d'afeccions vàries. Els supervivents, que generalment atribuïen les nombroses morts a "males arts" dels Jirara, van abandonar la reducció, encara que més o menys 40 d'ells van ser capturats pel cacic jirara Antonio Calaima, prop del riu Cravo Norte en un lloc anomenat Casiabo. En 1715, aquests betoi van ser enviats des de Casiabo a la recentment constituïda Missió de Sant Ignasi de Betoyes, per part del també jesuïta José Gumilla. Aquest jesuïta també va reallotjar allí a la resta de Betoi (o a la major part d'ells) juntament amb altres petites tribus que parlaven diferents variants de Betoi-jirara: els lolaca, els anabali, els atabaca, els situfa i els quilifay. En aquests anys més de 800 persones van ser reallotjades en la Missió, i van sucumbir víctimes de repetides epidèmies. En 1789, la missió tenia una població total de 339 persones: 73 lolacas, 62 "uribantes" (Betois?), 39 anabali, 71 atabacas, 34 situfas i 60 quilifay.
Donades les condicions de destrucció cultural i aculturació forçada al fet que es van veure sotmesos els parlants de betoi i de la resta de variants en la Missió, és molt improbable que existissin molts parlants competents després d'una o dues generacions.
Els moderns descendents dels betoi i molt probablement de les ètnies lingüísticament emparentades, es troben actualment a quatre llogarets al llarg del riu Cravo Norte, al departament colombià d'Arauca. Els habitants d'aquests pobles es denominen a si mateixos encara avui com betois. En 1978 es va estimar que eren 154 persones, encara que en 1990 d'acord amb una altra font, sumarien 380. Aquestes persones, coneixen molt pocs detalls sobre la seva història passada i no poden recordar res sobre la llengua dels seus ancestres. Els més ancians refereixen el fet que els betois eren nombrosos en el passat i que molts van morir tràgicament.

### Textos coneguts
Les llengües betoi es van extingir molt probablement durant el segle xviii i existeix poca documentació sobre elles, encara que recentment s'ha publicat algun treball a partir del material conservat. Tot el material descriptiu d'aquestes llengües es remunta a la segona meitat del segle xviii. Aquest material procedeix d'obres de sacerdots jesuïtes com Lorenzo Hervás y Panduro (1735-1809) i José [Joseph] Gumilla (1688-1750), i consisteixen en a més d'un breu esbós gramatical en breus oracions i resos recopilats pel cardenal italià Giuseppe Gaspare Mezzofanti (1774-1849).

## Descripció lingüística

### Classificació
Les famílies betoi consistien en un nombre important de llengües o dialectesque foren definitivament relacionats per Loukotka (1968).
- Betoi / Guanero / Isabaco - llengua extingida parlada als rius Casanare, Cravo Norte i Apure, territori Arauca, Colòmbia.
- Situfa / Cituja - llengua extingida parlada al riu Casanare a la regió de l'Arauca.
- Airico - parlat a les fonts del riu Manacacías. (Gumilla 1745, pt. 2, pàg. 243-247, només unes poques paraules.)
- Jirara - parlat un cop a la regió superior del riu Manacacías. (Gumilla 1745, pt. 1, pp. 201 i 203, pt. 2, pp. 16 i 328, només unes poques paraules i frases.)
- Atabaca - parlat a la regió superior del riu Manacacías. (Gumilla 1745, pt. 2, p. 274, només unes poques paraules.)
- Lolaca - parlat sobre la confluència del riu Arauca i Chitagá. (Sense atestar).
- Quilifay - parlat al voltant de la confluència dels rius Arauca i Chitagá (Sense atestar).
- Anabali - parlat al sud de la tribu Atabaca al voltant de la confluència del riu Arauca amb el riu Chitagá. (Sense atestar).
- Ele - parlat al riu Ele. (Sense atestar).

Totes aquestes llengües se situen en els departaments colombians de Arauca, Casanare i l'estat veneçolà de Apure. A Tame (Arauca) sobreviu un petit grup de persones en comunitats descendents de l'ètnia betoi, que actualment parlen espanyol.

### Gramàtica
Tipològicament, el beto-jirara és una llengua flexiva de tipus algutinant, amb ordre bàsic SOV i de nucli final, en la qual sovint la morfologia verbal no requereix pronoms explícits a causa de les marques de persona verbals (llengua "pro-drop").
(1) raufis{u}ca oanu iarola fofej r-usu(ca)-mai-ca
Nosaltres com ells 1a-oblidar-PL-IND
'... com nosaltres oblidem els seus mals (actes)'
L'ordre de constituents trobat en altres construccions són consistents amb una llengua de nucli final (nom+postposció, genitiu+nom, adjectiu+nom, auxiliar+verb principal) com s'aprecia en els següents exemples:
(2) teo ubo-nu
sol sobre-LOC
'sobre el sol'
(3) sorroy umucoso
(la) mico mà
'mà de mico'
(4) edasu ucasu
(el) pròxim any
'l'any vinent'
(5) sa-ome ma-u
fer-NEG PAS-ser
'no ho va fer'